# Fujiwara no Tadahira
Pour les articles homonymes, voir Fujiwara (homonyme).
Fujiwara no Tadahira (藤原 忠平, 880-949) est un membre du clan Fujiwara et l'un des régents Fujiwara. Il exerça la régence de l'empereur Suzaku et gouverna donc de 930 à 946.

## Généalogie
Fujiwara no Tadahira est le quatrième fils de Fujiwara no Mototsune. Sa mère était une fille du prince impérial Saneyusi (fils de l'empereur Nimmyō). Tadahira épousa la princesse Junshi, une fille de l'empereur Uda, et eut également pour femme Minamoto no Soshi, fille de Minamoto no Yoshiari (fils de l'empereur Montoku).
La première lui donna un fils, Saneyori (900-970) et une fille, Kishi (904-962, mariée au prince héritier Yasuakira, fils de l'empereur Daigo). La seconde lui donna trois fils : Morosuke (908-960), Morouji (913-970) et Morotada (920-969).
L'empereur Murakami est le neveu de Fujiwara no Tadahira.